# Tcheriomouchki
Tcheriomouchki (en russe : Муниципальный округ Черёмушки) est un district municipal de la ville de Moscou, dépendant administrativement du district administratif sud-ouest.
Il tire son nom de la ville, mentionnée pour la première fois au XVIe siècle qui évoquerait des cerisiers habituellement présents en cet endroit, à moins que ce toponyme ne dérive du nom de la rivière Tcheremchi, affluent gauche de la Kotlovka.

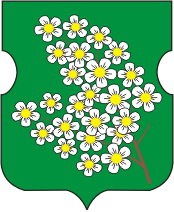
Armes du district
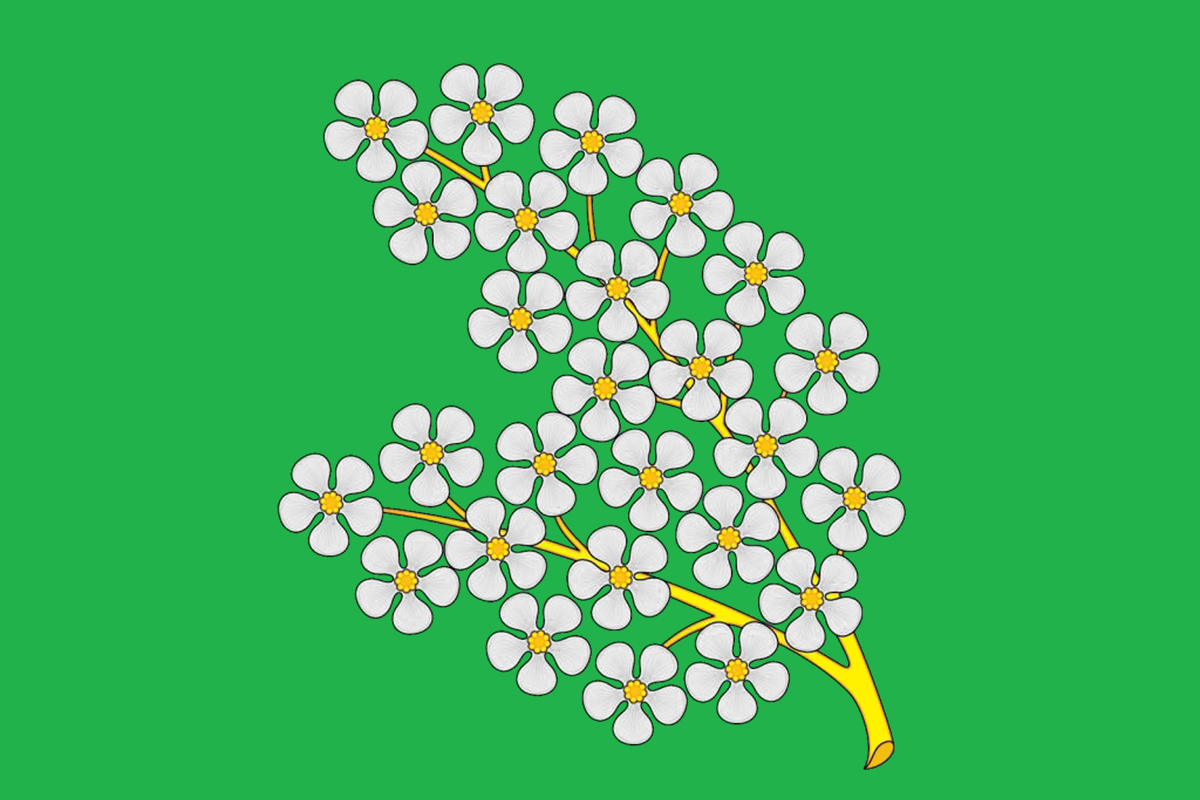
Drapeau du district